# オリーブの枝請願
オリーブの枝請願（オリーブのえだせいがん、英:Olive Branch Petition）は、アメリカ独立戦争の初期に第二次大陸会議からイギリス国王ジョージ3世に宛てて出された請願文書である。

## 内容
大陸会議は流血沙汰を避けるために植民地の不満を軽減するよう、国王に対する最後の諫言としてこの文書を作成した。請願文書はジョン・ディキンソン達によって起草され、植民地を大英帝国の中に留めることを目指しでいた。しかし、イギリス本国はこの申し出を拒んだ。オリーブの枝請願は当時、今とは異なる名前で呼ばれていた。最も流布した名前は「国王に対する第2の請願」(The Second Petition to the King)あるいは「謙虚な請願」(The Humble Petition)であった。オリーブには旧約聖書創世記のノアの方舟の逸話の中で、ノアが放った鳩がオリーブの葉を銜えて帰ってきたことから、オリーブの枝は平和の象徴とされている。
1775年5月に大陸会議が招集されたとき、進行中のイギリス本国との紛争をどう扱うかについて、議論が分かれた。多くの代議員はジョン・ディキンソンが主張するイギリス国王を宥める方向に傾いていた。しかし、ジョン・アダムズが先導する少数グループは戦争が避けられないものと確信していた。大陸会議での議論が進んで行く中で、ジョン・アダムズを始めとする急進派グループは、しばらくは独立の願望を抑えて静かにしておき、民衆を扇動する適当な機会を待つことが賢明な方法ということになった。このことで、ジョン・ディキンソンと彼に従う者達が国王との融和策を練り始めた。オリーブの枝請願という案が認められたのがこの時である。
オリーブの枝請願は、まずトーマス・ジェファーソンによって起草されたが、ジョン・ディキンソンは言葉遣いが攻撃的であるとして不満を持った。ディキンソンが大部分を書き直したが、結論部分だけはジェファーソンの案を採用した。
ディキンソンは植民地と無責任なイギリス本国の閣僚との間の問題を、「王室の信頼と権威を悪用する狡猾で残酷な敵」と非難した。ディキンソンは、植民地が独立を望んではおらず、貿易と税の問題についてイギリス本国政府と話し合いをしたいだけだと訴えた。さらに国王が貿易問題を決着させる最終計画あるいは同意書を作成するよう提案した。国王の計画作成を助けるために、ディキンソンは植民地が自由貿易を許可されイギリス本国と同じ税率の課税とするか、もしくは無税として厳密に貿易を統制するかを選ぶことも提案した。請願文書は署名され7月8日にロンドンへ送られた。ディキンソンはレキシントンとコンコードの流血沙汰という言葉が、謙虚な請願と組み合わされて、少なくとも国王の心に植民地の人々との交渉を行おうという気持ちを芽生えさせるものと期待していた。
不幸にもこの請願文書は、押収されたジョン・アダムズの文書によってその力を弱められた。ジョン・アダムズは友人に宛ててオリーブの枝請願に不満があることを書き送っていた。ジョン・アダムズの文書の中では、戦争が避けられないこと、植民地は海軍を組織しイギリスの役人を捕獲すべきと考えていることが書かれていた。この押収された文書はオリーブの枝請願と同じ時期にロンドンに着いた。イギリス本国はアダムズの文書を使って、オリーブの枝請願が不誠実なものであると非難した。
国王が請願を切り捨てたとしても、アメリカの独立にとってはそれが大変重要なことであった。国王の拒絶はアダムズや急進派グループにとっては独立を推進するための好機となった。オリーブの枝請願は現実には独立運動の転換点として働いた。国王が「オリーブの枝」を拒絶した後、植民地人の心にあった問題が二極化した。無条件で屈服するか、完全なる独立を勝ち取るかであった。